# Южнотихоокеанское соглашение о региональной торговле и экономическом сотрудничестве
Южнотихоокеанское соглашение о региональной торговле и экономическом сотрудничестве (англ. South Pacific Regional Trade and Economic Cooperation Agreement (SPARTECA) — региональное торговое соглашение, подписанное в 1981 году между Австралией, Новой Зеландией и странами Южнотихоокеанского форума, в соответствии с которым Австралия и Новая Зеландия предоставляют беспошлинный или льготный тарифный режим для широкого круга товаров, произведённых в развивающихся странах-членах Форума тихоокеанских стран. Основной статьёй экспорта для стран Океании стала прежде всего продукция текстильной промышленности.
Подписание данного соглашения оказало положительное влияние на развитие текстильной промышленность в странах-участниках SPARTECA, например, Фиджи, для которой экспорт продукции текстильной промышленности составляет около 26% всего экспорта страны.